# Pierre Gendron
Pour les articles homonymes, voir Gendron.
Ne pas confondre avec Pierre Gendron (1916-1984), un chimiste québécois.
Pierre Gendron (né en 1952 à Salaberry-de-Valleyfield), est un producteur de cinéma québécois, fondateur de plusieurs maisons de production, dont Bloom Films et plus récemment Zoofilms. Gendron compte à son actif plusieurs films et téléséries à grand succès comme Un Zoo La Nuit, Jésus de Montréal (nommé pour l'Oscar du Meilleur Film Étranger), Jasmine, Les 3 P'tits Cochons et plusieurs autres.

## Biographie
Pierre Gendron est une figure emblématique du cinéma québécois et canadien. Il commence sa carrière en tant qu’assistant à la production et gravit rapidement les échelons afin de produire son premier film à seulement 30 ans, Sonatine, réalisé par Micheline Lanctôt. Ce film remporta par la suite le Lion d’Argent au Festival de Film de Venise cette même année. En 1984, il est producteur associé et exécutif sur Le Déclin de l'empire américain, film acclamé mondialement et encore considéré comme un chef-d’œuvre. En 1986, il produit aussi Un Zoo la nuit de Jean-Claude Lauzon, qui fut le film d’ouverture de la Quinzaine des Réalisateurs à Cannes et gagnant de 13 prix Génies. En 1988, il produit Jésus de Montréal, réalisé par Denys Arcand, et gagnant du Prix Spécial du Jury au Festival de Cannes. Le film fut aussi nommé aux Oscars dans la catégorie du meilleur film étranger. Pierre Gendron produit ensuite des téléfilms (movie of the week), dont Un autre homme, réalisé par Charles Binamé, et agit en tant que producteur exécutif sur le film Ding et Dong, le film, qui s’est vu remettre le prix du Meilleur Box-Office cette même année. En 1993, Pierre Gendron est producteur du film de Paule Baillargeon Le Sexe des étoiles, présenté lors de l’ouverture du Festival des Films du Monde de Montréal et gagnant de plusieurs prix au Canada et à l’international. Il produit ensuite en co-production avec IMA productions (France) le film Kabloonak, réalisé par Claude Massot et mettant en vedette Charles Dance. Kabloonak fut le film qui lança la compétition officielle du Festival des Films du Monde de Montréal en 1994 où il remporta le prix de la Meilleure Direction de la Photographie. Pierre Gendron produit ensuite la série Jasmine, une série lourde de 10 épisodes présenté sur les ondes de TVA en 1996. La série, réalisé par Jean-Claude Lord traitait des problèmes émanant de la nouvelle réalité multiculturelle montréalaise. Cette même année il co-écrit et co-produit avec SoftImage West of Eden, aussi présenté dans le cadre du Festival des Films du Monde de Montréal. En 2000, il produit une série de quatre épisodes intitulé Quadra, diffusé sur les ondes de Radio-Canada, et réalisé par Jean-Claude Lord. Il produit aussi un long-métrage avec Lord cette même année, le conte de Noël Station Nord. Le film Le Dernier Tunnel, produit par Pierre Gendron et réalisé par Érik Canuel prit l’affiche en 2003 et fut un succès immédiat. Le film met en vedette Michel Côté, un des acteurs québécois les plus populaires des dernières décennies. De 2004 à 2006, il produit plusieurs projets dont Maman Last Call, tiré du roman de Nathalie Petrowski, réalisé par François Bouvier, ainsi que Sans Elle, réalisé par Jean Beaudin et mettant en vedette Karine Vanasse. C’est en 2007 que Pierre Gendron produit Les 3 P’tits cochons, réalisé par le célèbre humoriste Patrick Huard. Les 3 P’tits cochons est un énorme succès au box-office au Québec et au Canada. Puis, en 2009, les Rendez-vous du Cinéma Québécois ouvre avec un autre film produit par Gendron, Cadavres, réalisé par Erik Canuel, un fidèle collaborateur de Zoofilms. En 2009, il réunit les vedettes du film Les 3 P’tits cochons dans le film Filière 13, qui récolta près de 2 millions $ au box-office québécois, un succès pour un si petit marché. En 2010, Pierre Gendron continue d’enfiler les succès avec 10 ½, réalisé par Podz, et qui fut présenté en grande première à l’ouverture du Rendez-vous du Cinéma Québécois, et gagna le grand prix au the Mannheim-Heidelberg International Film Festival en Allemagne. Ce long-métrage reçu aussi 8 nomination, dont Meilleur Film, à la 31eg édition des Prix Génies
Au cours des 5 dernières années, Pierre Gendron s’est concentré sur le développement d’un peu plus de 15 projets, en français et en anglais, ainsi que de l’expansion de l‘entreprise à Toronto, où sa fille et partenaire Laurence Gendron réside à temps plein.

## Filmographie
- 1984 : Sonatine
- 1986 : Le Déclin de l'empire américain
- 1987 : Un zoo la nuit
- 1988 : Le Chemin de Damas
- 1989 : Jésus de Montréal
- 1990 : Un autre homme
- 1990 : Moody Beach
- 1990 : Ding et Dong, le film
- 1991 : Lance et compte : Envers et contre tous (série télévisée)
- 1993 : Le Sexe des étoiles
- 1995 : Kabloonak
- 1996 : Jasmine (série télévisée)
- 2000 : La Vie, la vie (série télévisée)
- 2001 : Ramdam (série télévisée)
- 2002 : Station Nord
- 2004 : Le Dernier Tunnel
- 2005 : Maman Last Call
- 2005 : Sans elle
- 2005 : Miss Météo (TV)
- 2006 : La Peau et les Os... Après (documentaire)
- 2007 : Les 3 P'tits Cochons
- 2009 : Cadavres
- 2010 : Filière 13
- 2010 : 10 ½